# ویله تائولو
ویله تائولو (فنلاندی: Ville Taulo؛ زادهٔ ۱۴ اوت ۱۹۸۵) بازیکن فوتبال اهل فنلاند است.
از باشگاه‌هایی که در آن بازی کرده‌است می‌توان به باشگاه فوتبال هلسینکی و باشگاه فوتبال اچ‌آی‌اف‌کی اشاره کرد.
وی همچنین در تیم ملی فوتبال فنلاند بازی کرده‌است.